# 나가하마정 (에히메현)
나가하마정(長浜町)은 에히메현 난요지방에 있던 정이다.
2005년 1월 11일, 오슈시, 히지카와정, 가와베촌과 합병해, 새로운 오슈시의 일부가 되었다.

## 역사
- 1889년 12월 15일 - 정촌제 시행에 의해 기타군 나가하마정이 성립하였다.
- 1955년 1월 1일 - 구 나가하마정, 기타나다촌, 구시우촌, 이즈미촌, 야마토촌, 시라타키촌의 1정 5촌이 합병해 나가하마정이 탄생하였다.
- 2005년 1월 11일  -오슈시, 히지카와정, 가와베촌과 합병해, 새롭게 오슈시의 일부가 되어 나가하마정은 소멸하였다.

## 교통

### 철도
- 시코쿠 여객철도
  - 요산선

### 도로
- 국도 제378호선